# Belgaum (huyện)
Huyện Belgaum là một huyện thuộc bang Karnataka, Ấn Độ. Thủ phủ huyện Belgaum đóng ở Belgaum. Huyện Belgaum có diện tích 13415 ki lô mét vuông. Đến thời điểm năm 2001, huyện Belgaum có dân số 4207264 người.